# Sidi Azzouz
Sidi Azzouz (franska: Sidi Azzouz (CR), Sidi Azzouz (Commune Rurale), arabiska: باب تيوكا) är en kommun i Marocko.   Den ligger i provinsen Sidi Kacem och regionen Rabat-Salé-Kénitra, i den norra delen av landet, 110 km nordost om huvudstaden Rabat. Antalet invånare är 15 990.